# Hanna Blixt
Hanna Blixt, född 1979 i Leksand, är en svensk författare. 
Hanna Blixt har en filosofie kandidatexamen i medie- och kommunikationsvetenskap och har arbetat med kommunikation och marknadsföring under flera år. Sedan 2017 arbetar hon heltid som författare.

## Författarskap
Hanna Blixt har skrivit böckerna i serien Äventyren i Sagofallen, som riktar sig främst till åldern 9-12 år.
Första delen i serien, vilken även var hennes debutbok, var Styx märke som gavs ut år 2016. Året därpå kom uppföljaren Svarta Damen. Del tre Vita löparen och fyra Den magiska rustningen gavs ut 2018. År 2019 gavs seriens femte och sjätte del ut – Flykten från tornet och Pantones ö. 
Våren 2020 släpptes den sjunde och avslutande delen i Sagofallenserien – Snöugglans sigill. Varje bok i Äventyren i Sagofallen följer en schackpjäs och kampen mellan ont och gott är central. Stilen anknyter till Den oändliga historien, Berättelsen om Narnia och Sagan om Ringen.Böckernas illustrationer och omslag är gjorda av Therése Larsson.
Därutöver har hon skrivit barn- och ungdomsböckerna Äventyren på Hildasholm som utspelas i och runt Leksand och Lönndörrens hemlighet, en adventssaga i 24 kapitel för åldern 6-9 år med illustrationer av Jessica Söderholm.
I februari 2018 gavs Styx märke och Svarta damen ut som ljudbok av Storyside, med skådespelaren Björn Kjellman som inläsare. Den tredje delen i Sagofallenserien, Vita löparen, släpptes som ljudbok i juni 2019 med Dan Bratt som inläsare. Sedan våren 2021 finns samtliga av de resterande delarna tillgängliga som ljudbok, inlästa av Lo Tamborini.
År 2020 gav Historiska Media ut vuxenromanen Glasveranda med Sjöutsikt, första delen av tre i Leksands-sviten. Rättigheterna har sålts till flera länder. Andra delen i Leksands-sviten, Galleriet vid vattnet, gavs ut maj 2021.
Tukan förlag gav våren 2021 ut Uppdraget i London, den första delen i trilogin Historieväktarna. Böckerna i serien skrivs tillsammans med Jakob Blixt. Del två, Gömstället i Amsterdam, släpptes i september samma år. Den avslutande delen, Flykten från Budapest, gavs ut i mars 2022.
Uppdraget i London börjar när huvudpersonerna Milton och Iona på något sätt råkar ändra det förgångna så att nazisterna vinner kriget, vilket leder till att de blir indragna i ett farligt äventyr. En tidsresa för dem tillbaka till andra världskriget och 1940-talets London. Nu måste de ställa allt tillrätta. Trilogin är skriven för barn och ungdomar och utspelar sig under andra världskriget.
I oktober 2021 gav Historiska Media ut den första delen av en spänningsserie: När djuren vaknar 1: Glorian. Serien är en framtidsskildring berättad ur fyra människors perspektiv. Den föräldralösa Annie som åtalas för ett mord hon inte minns att hon begått, hennes vän Walter, den tidigare väderforskaren Ben som blivit uteliggare och forskaren Caroline. Alla dras de in i en farlig härva. Böckerna är aktuella i sin handling. De tar upp baksidan med extrem övervakning i samhället och ny teknik, samtidigt som jorden står inför en extrem utmaning.
Den avslutande delen, När djuren vaknar 2: Gränden, släpptes i jan 2022. Hela serien finns inläst av Björn Wahlberg. 